# Operación Erial
La operación Erial es una investigación judicial llevada a cabo por la Guardia Civil y dirigida por la titular del juzgado de Instrucción n.º 8 de Valencia por presuntos delitos de "blanqueo de capitales, soborno, malversación de caudales públicos, tráfico de influencias, fraude en la contratación y asociación ilícita", afectando principalmente a políticos y familiares de estos. En la investigación del caso Imelsa, Marcos Benavent aportó unos documentos que iniciaron la operación Erial en 2015. Según cuenta Benavent, se los dio un imán sirio que los descubrió en un falso techo obrando un piso que fue propiedad anterior de Eduardo Zaplana. También llevaron a investigar este caso las investigaciones del caso Taula (investigación abierta en 2016).

## Detenciones
La operación se hizo pública el 22 de mayo de 2018. En la misma fue detenido el expresidente de la Generalidad Valenciana, Eduardo Zaplana. Además, fueron detenidos Juan Francisco García, expresidente del club de baloncesto Estudiantes; Vicente Cotino, empresario; José Cotino, empresario; Francisco Grau, economista y exsecretario del consejo de administración de la Caja de Ahorros del Mediterráneo;. Además, han sido imputados Juan Cotino, el exdirector de la Policía, y la esposa de Zaplana, Rosa Barceló.
La operación Erial ocurrió después de que se hubiera producido una supuesta división de opiniones en el entorno de la consultora Aplem. Cuando los investigados pasaron a disposición judicial, algunos de ellos, como Zaplana y su asesor fiscal, fueron al Centro Penitenciario de Picasent, mientras que otros, de modo diferente, quedaron en libertad.

## Reacciones
La cúpula del Partido Popular se desmarcó de las investigaciones relacionadas con personas que en el pasado habían tenido responsabilidades orgánicas. Por otro lado, en medios de comunicación y el regeneracionismo político se resaltaron los posibles lazos entre el zaplanismo y cargos de la política regional.

## Juicio y condenas
En octubre de 2024, la Audiencia Provincial de Valencia condenó a un total de 10 años y cinco meses de prisión al expresidente de la Generalitat y exministro de Trabajo Eduardo Zaplana por los delitos de prevaricación, cohecho, falsedad y blanqueo de capitales. La Sala le impuso, además, 17 años y 10 meses de inhabilitación para empleo y cargo público, otros tres para el ejercicio de su profesión y multas por un importe superior a los 25 millones de euros. También decretó el comiso de diferentes bienes y cuantías intervenidas durante la instrucción de la causa. El tribunal absolvió a Zaplana del delito de pertenencia a grupo criminal.
La Sala también condenó a otros seis acusados a penas que oscilaban entre un año y tres meses y siete años y medio de prisión por prevaricación, cohecho, falsedad y blanqueo de capitales. Se trató de los empresarios Vicente y José Cotino y Francisco Pérez López; el abogado y asesor fiscal Francisco Grau; el exjefe de gabinete del 'expresident' Juan Francisco García, y el amigo de Zaplana que actuó como su testaferro, Joaquín Barceló.
Los ocho acusados restantes fueron absueltos después de que la Fiscalía retirara la acusación para tres de ellos o por no apreciar pruebas que sustenteran una condena. Entre ellos figuraba el también expresidente de la Generalitat José Luis Olivas.